# Гокан Мальмрот
Гокан Мальмрот (швед. Håkan Malmrot, 29 листопада 1900 — 10 січня 1987) — шведський плавець.
Олімпійський чемпіон 1920 року.